# Guarda Nacional e Nômade do Chade
Guarda Nacional e Nômade do Chade (em francês:  Garde Nationale et Nomade du Tchad, GNNT) é uma das quatro forças de defesa e segurança no Chade (as outras são o Exército, a Gendarmaria e a Polícia). O Artigo 200 da Constituição de 1996 afirma que os deveres da Guarda Nacional e Nômade são a proteção de políticos e oficiais do governo, a guarda de prédios governamentais, a manutenção da ordem em áreas rurais e a custodia de prisões e prisioneiros.
Embora a Constituição acrescente, no artigo 201, que a Guarda Nacional e Nômade deve "respeitar as liberdades e os direitos do homem"  no exercício de suas funções, a Guarda foi acusada de perpetrar graves violações de direitos humanos, conforme relatado pela Anistia Internacional. Após o assassinato de um de seus cabos, o suspeito do caso foi executado extrajudicialmente em 17 de novembro de 1996 pela Guarda.
A Guarda Nacional e Nômade está sob o controle do Ministro para a Administração Territorial, ao contrário do Exército e da Gendarmaria, que são da responsabilidade do Ministro da Defesa. A Guarda é desde 24 de maio de 2006 comandada pelo brigadeiro-general Mahamat Saleh Brahim, primo do presidente Idriss Déby.
A Guarda ficou conhecida pela primeiramente na década de 1960 como a Guarda Territorial, mas foi renomeada na década seguinte para de Guarda Nacional e Nômade, e cumpria os mesmos deveres, fornecendo segurança a funcionários, prédios do governo e postos do governo regional. Diferentemente de hoje, a Guarda Nacional e Nômade era então dominada pelos sulistas, com apenas 250 tubus. Isto também explica o ressentimento que trouxe a destruição da guarnição de Aozou e o motim das unidades tubus em 1968, formando a Deuxième Armée do FROLINAT. Não obstante este revés, o Presidente François Tombalbaye mostrou muito mais confiança na Guarda Nacional e Nômade do que no exército; em 1971, aumentou seus efetivos para pelo menos 3.500 homens, comandados por Camille Gourvenec, um oficial francês que também era o Diretor de Serviços de Informação (espionagem). O vice de Gourvenec era Pierre Galopin.
Quando a Guerra Civil Chadiana estendeu-se ao Borkou-Ennedi-Tibesti, em 1968, a Guarda viu-se cada vez mais na linha de frente contra os insurgentes. O confronto final entre a insurgência e as Forças Armadas Chadianas ocorreu em 1977-1978, quando Goukouni Oueddei, líder de uma facção do FROLINAT, conquistou todos os redutos governistas no norte do Chade, causando perdas impressionantes às forças armadas; a Guarda em particular perdeu muito no início de 1978, quando Goukouni tomou Fada e a capital de Bourkou-Ennedi-Tibesti, Faya-Largeau. Isso praticamente pôs fim com a Guarda, até a mesma ser reativada pouco antes de 1996 pelo atual presidente Idriss Déby.